# Поле (посёлок в Германии)
Поле (нем. Pohle) — община в Германии, в земле Нижняя Саксония.
Входит в состав района Шаумбург. Подчиняется управлению Роденберг. Население составляет 912 человек (на 31 декабря 2010 года). Занимает площадь 7,14 км².
| Год  | Население |
| ---- | --------- |
| 1990 | 860       |
| 1995 | 883       |
| 2000 | 890       |
| 2005 | 950       |
| 2010 | 920       |